# Ԟ
La ka aleutiana (Ԟ ԟ; cursiva: Ԟ ԟ) es una letra de la escritura cirílica. Se forma a partir del  Letra cirílica Ka (К к) añadiendo un trazo al brazo diagonal superior.
Fue utilizado en el alfabeto del idioma aleutiano en el siglo XIX, donde representaba la oclusiva uvular sorda /q/. Durante el renacimiento del alfabeto cirílico aleutiano en la década de 1980 ha sido reemplazado por la ka con gancho (Ӄ).

## Códigos informáticos
| Carácter      | Ԟ                                     | Ԟ                                     | ԟ                                     | ԟ                                     |
| ------------- | ------------------------------------- | ------------------------------------- | ------------------------------------- | ------------------------------------- |
| Unicode       | LETRA MAYÚSCULA CIRÍLICA KA ALEUTIANA | LETRA MAYÚSCULA CIRÍLICA KA ALEUTIANA | LETRA MINÚSCULA CIRÍLICA KA ALEUTIANA | LETRA MINÚSCULA CIRÍLICA KA ALEUTIANA |
| Codificación  | decimal                               | hex                                   | decimal                               | hex                                   |
| Unicode       | 1310                                  | U+051E                                | 1311                                  | U+051F                                |
| UTF-8         | 212 158                               | D4 9E                                 | 212 159                               | D4 9F                                 |
| Ref. numérica | &#1310;                               | &#x51E;                               | &#1311;                               | &#x51F;                               |